# Sovtek
Sovtek (Совтек) — это марка вакуумных ламп, принадлежащая компании New Sensor Corporation и производимая в Саратове. Они часто используются в гитарных усилителях и включают в себя версии популярных 12AX7, EL84, EL34 и 6L6. Многие современные вакуумно-трубные усилители оснащены лампами Sovtek. Первоначально утверждалось, что лампы Sovtek для гитарных усилителей были потомками более ранних компонентов российского производства военного времени и обладали взрывобезопасностью. Однако позже это было развеяно как городской миф, приписываемый продавцу, который рекламировал ранний продукт на выставках музыкальной индустрии по всему миру.
В 1990-х годах Sovtek также производил ламповые усилители на заводах в Санкт-Петербурге, Саратове и Новосибирске. Предлагалось несколько моделей для гитары и баса. Также предлагались акустические кабинеты марки «Sovtek», оснащенные динамиками Eminence американского производства. В то же время «Sovtek» выпускал варианты нескольких педалей эффектов, которые уже производились в Нью-Йорке, США, компанией Electro-Harmonix, принадлежащей Майку Мэтьюсу. Sovtek выпустила версии педалей Electro-Harmonix Big Muff и Small Stone. Эти педали, а также педаль Bass Balls позже производились как в США, так и в России под маркой Electro-Harmonix; производство в России позже было прекращено.
По состоянию на 2012 год Sovtek использовался только как торговая марка для вакуумных ламп, распространяемых компании New Sensor Corporation.